# Трудовая партия (Республика Корея)
«Трудовая партия» (также встречаются варианты перевода «Рабочая партия» или «Лейбористская партия», кор. 노동당?, 勞動黨?, Nodongdang, англ. Labor Party) — демократическая социалистическая политическая партия Республики Корея.

## История
Партия была сформирована в марте 2008 года под названием «Новая прогрессивная партия» (кор. 진보신당: Jinbosin-dang) бывшими членами «Демократической рабочей партии» (кор. 민주노동당: Minju-nodong-dang), которые покинули партию в качестве реакции на политическое доминирование в последней националистической фракции «Национальное освобождение».
22 июля 2013 года «Новая прогрессивная партия» решила принять новое название и впредь именоваться «Трудовая партия» (Nodong-dang). В корейском языке понятия рабочая и трудовая партия синонимичны и связаны с понятием кор. 노동, Nodong (труд, ср. Нодон синмун: рабочая газета).
В 2022 году в состав Трудовой партии вошла незарегистрированная крайне-левая Социалистическая революционная рабочая партия.

## Деятельность
Первым председателем партии был Но Хве Чхан (кор. 노회찬), выбранный на парламентских выборах 2004 года от «Демократической рабочей партии», однако затем не переизбирался.
По итогам парламентских выборов 2008 года партия не получила мест в Национальном собрании. При этом, на предварительным опросам, Но Хве Чан проходил в парламент.
Партия претендовала на место в парламенте в результате дополнительных выборов 29 апреля 2009 года. Одним из претендентов на победу был район Ульсана Пукку, в котором проживало большое количество рабочих. В качестве кандидата НПП выставила Чо Сын Су (кор. 조승수), бывшего управляющего районом (в 2005 году). Партия провела переговоры с «Демократической рабочей партией» о том, чтобы выставить одного кандидата от «прогрессивных» ещё до того, как начались довыборы. В итоге, переговоры имели положительный результат — Чо Сын Су был выбран единым прогрессивным кандидатом и потеснил консерваторов. В результате довыборов 2009 года кандидат от партии Ханнара проиграл, и в состав парламента вошёл представитель от «Национальной прогрессивной партии».
В 2010 году проходили выборы в местные органы власти, в частности, кандидаты боролись за пост мэра Сеула, баллотировался и Но Хве Чхан, однако проиграл, набрав всего 3 % голосов.
В 2011 году «Демократическая рабочая партия» вновь предложила НПП объединиться, однако более половины членов партии отвергли данное предложение.
В 2012 году в состав «Новая прогрессивная партия» вошла «Социалистическая партия», созданная ещё в 1998 году под названием «Молодёжная прогрессивная партия».